# Премия «Грэмми» за лучшее R&B-исполнение
«Премия „Грэмми“ за лучшее R&B-исполнение» (англ. Grammy Award for Best R&B Performance) вручается за сольное, дуэтное/групповое или совместное (вокальное или инструментальное) ритм-н-блюз исполнение (сингл или отдельные песни). Ежегодно Национальная академия искусства и науки звукозаписи США выбирает пять претендентов за «художественные достижения, техническое мастерство и значительный вклад в развитие звукозаписи без учёта продаж альбома (сингла) и его позиции в чартах».
Впервые в этой категории награда присуждалась на 1-й церемонии в 1959 году и до 1961 года существовала под названием «Лучшее ритм-н-блюз исполнение», затем, с 1962 года номинация стала называться «Лучшая ритм-н-блюз запись», а после 1968 года награду в данной категории перестали вручать.
В 2012 году, было решено возвратить номинацию, объединив в ней ранее действующие: «Лучшее женское вокальное ритм-н-блюз-исполнение», «Лучшее мужское вокальное ритм-н-блюз-исполнение», «Лучшее исполнение дуэтом или группой в стиле ритм-н-блюз» и «Лучшее урбан- или альтернативное исполнение». Реструктуризация этих категорий была желанием Национальной Академии уменьшить список категорий и устранить барьер между мужской и женской (а в некоторых случаях инструментальной) номинациями.

## Список лауреатов

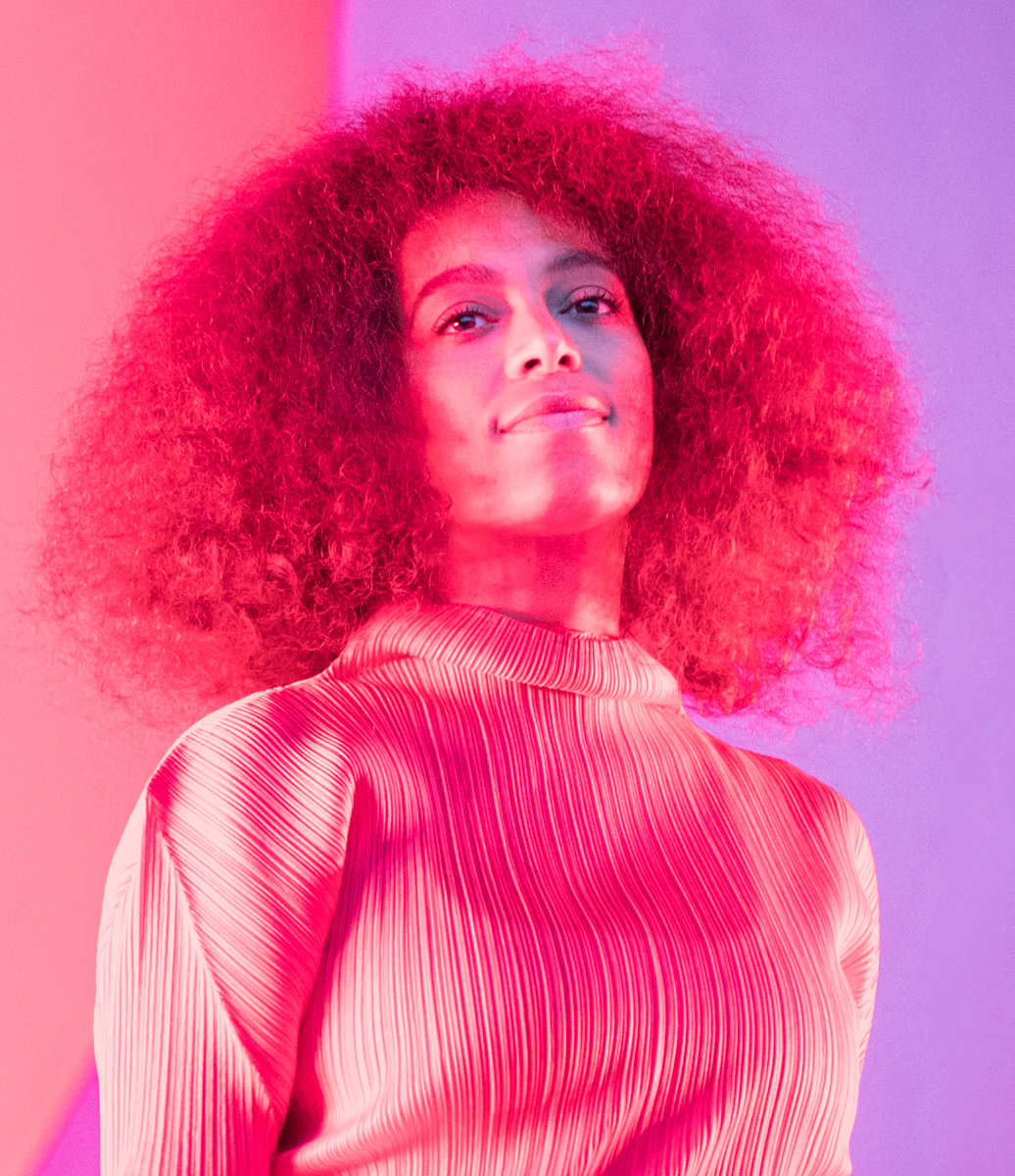
Родная сестра Бейонсе — Соланж стала победителем в 2017 году

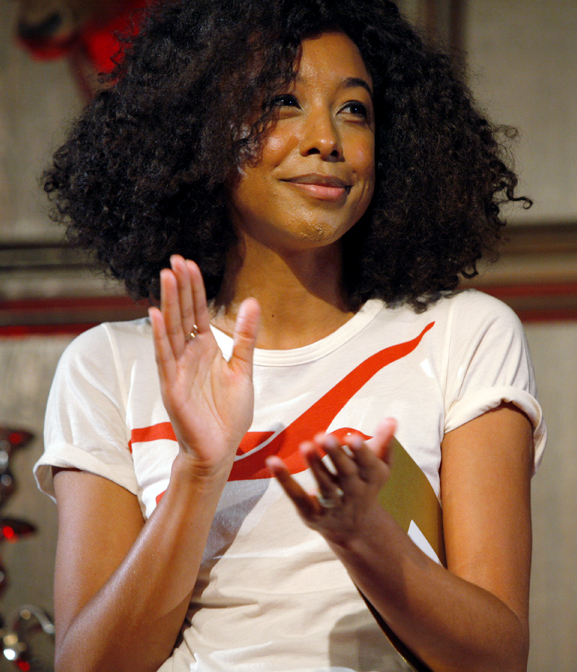
Первый победитель категории после её обновления в 2012 году — Корин Бэйли Рэй

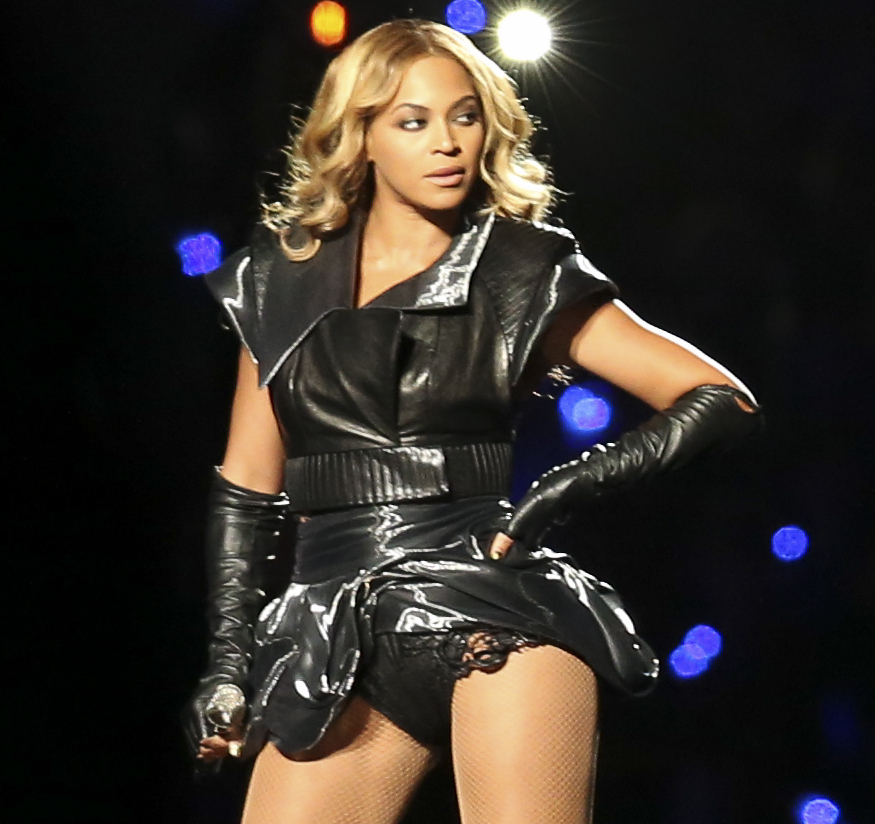
Бейонсе со своим мужем Jay Z победили в 2015 году

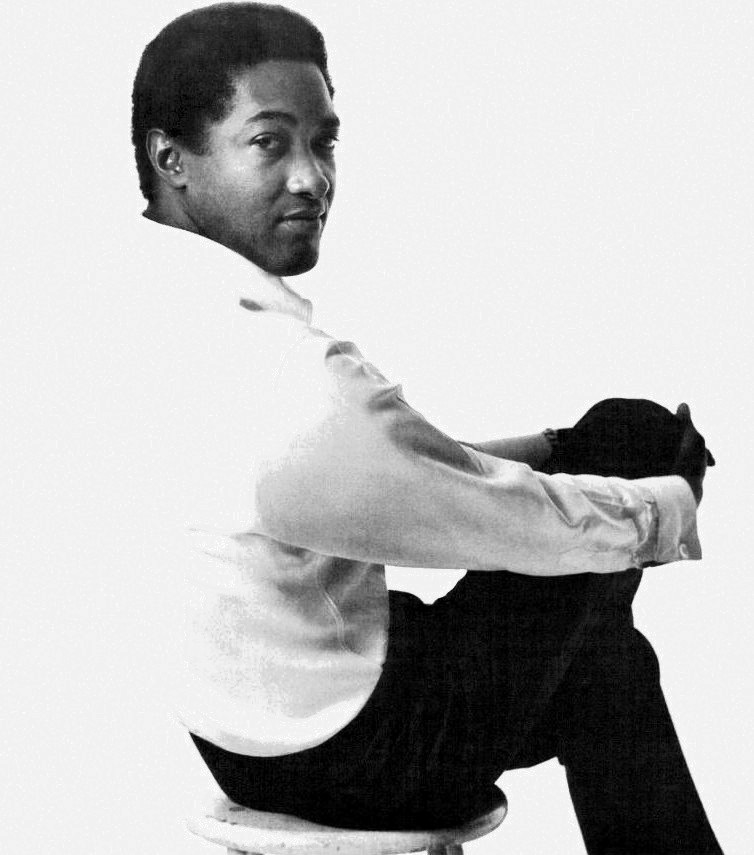
Один из лидеров по количеству номинаций (4 раза) — Сэм Кук

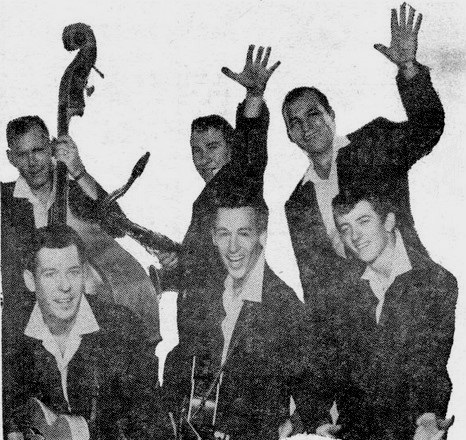
Группа The Champs — первые победители категории в 1959 году

### 2020-е годы
| Год[I] | Лауреат(ы)                            | Страна | Песня                   | Номинанты | Прим. |
| ------ | ------------------------------------- | ------ | ----------------------- | --- | ----- |
| 2025   | Muni Long                             | США    | «Made for Me»           | - Джене Айко — «Guidance» - Крис Браун — «Residuals» - Coco Jones — «Here We Go (Uh Oh)» - SZA — «Saturn»                                                                                   | [ 3 ] |
| 2024   | Коко Джонс                            | США    | «ICU»                   | - Крис Браун — «Summer Too Hot» - Роберт Гласпер при участии Sir и Алекс Айзли — «Back to Love» - Виктория Моне — «How Does It Make You Feel» - SZA — «Kill Bill»                           |       |
| 2023   | Muni Long                             | США    | «Hrs and Hrs»           | - Бейонсе — «Virgo’s Groove» - Мэри Джей Блайдж при участии Anderson .Paak — «Here With Me» - Lucky Daye — «Over» - Джазмин Салливан — «Hurt Me So Good»                                    |       |
| 2022   | Silk Sonic                            | США    | «Leave the Door Open»   | - Сно Аалегра — «Lost You» - Джастин Бибер при участии Дэниэла Сизара и Giveon — «Peaches» - H.E.R. — «Damage»                                                                              |       |
| 2022   | Джазмин Салливан                      | США    | «Pick Up Your Feelings» | - Сно Аалегра — «Lost You» - Джастин Бибер при участии Дэниэла Сизара и Giveon — «Peaches» - H.E.R. — «Damage»                                                                              |       |
| 2021   | Бейонсе                               | США    | «Black Parade»          | - Джене Айко при участии Джона Ледженда — «Lightning & Thunder» - Джейкоб Кольер при участии Махалии и Ty Dolla Sign — «All I Need» - Бриттани Ховард — «Goat Head» - Эмили Кинг — «See Me» |       |
| 2020   | Anderson .Paak при участии André 3000 | США    | «Come Home»             | - Брэнди и Дэниэл Сизар — «Love Again» - H.E.R. при участии Брайсона Тиллера — «Could’ve Been» - Лиззо при участие Гуччи Мейн — «Exactly How I Feel» - Lucky Daye — «Roll Some Mo»          | [ 4 ] |

### 2010-е годы
| Год[I] | Лауреат(ы)                              | Страна         | Песня                              | Номинанты | Прим. |
| ------ | --------------------------------------- | -------------- | ---------------------------------- | --- | ----- |
| 2019   | H.E.R. при участии Дэниэла Сизара       | США            | «Best Part»                        | - Пи Джей Мортон — «First Began» | [ 4 ] |
| 2018   | Бруно Марс                              | США            | «That’s What I Like»               | - Дэниэл Сизар при участии Кали Учис — «Get You» - Кейлани — «Distraction» - Ледиси — «High» - SZA— «The Weekend»                                                               | [ 4 ] |
| 2017   | Соланж                                  | США            | «Cranes in the Sky»                | - BJ the Chicago Kid — «Turnin' Me Up» - Ро Джеймс — «Permission» - Музик Саулчайлд — «I Do» - Рианна — «Needed Me»                                                             | [ 4 ] |
| 2016   | The Weeknd                              | Канада         | «Earned It (Fifty Shades of Grey)» | - Тэймар Брэкстон — «If I Don’t Have You» - Андра Дэй — «Rise Up» - Hiatus Kaiyote — «Breathing Underwater» - Jeremih при участии J. Cole — «Planes»                            | [ 4 ] |
| 2015   | Бейонсе при участии Jay Z               | США            | «Drunk in Love»                    | - Крис Браун при участии Ашера и Рика Росса — «New Flame» - Дженнифер Хадсон при участии Ар Келли — «It's Your World» - Ледиси — «Like This» - Ашер — «Good Kisser»             | [ 4 ] |
| 2014   | Лала Хэтэуэй и Snarky Puppy (Майкл Лиг) | США            | «Something»                        | - Тэймар Брэкстон — «Love and War» - Энтони Гамильтон — «Best of Me» - Hiatus Kaiyote при участии Q-Tip — «Nakamarra» - Мигель при участии Кендрика Ламара — «How Many Drinks?» | [ 4 ] |
| 2013   | Ашер                                    | США            | «Climax»                           | - Эстель — «Thank You» - Robert Glasper Experiment при участии Ледиси — «Gonna Be Alright (F.T.B.)» - Люк Джеймс — «I Want You» - Мигель — «Adorn»                              | [ 4 ] |
| 2012   | Корин Бэйли Рэй                         | Великобритания | «Is This Love»                     | - Марша Амброзиус — «Far Away» - Ледиси — «Pieces of Me» - Келли Прайс и Стокли — «Not My Daddy» - Чарли Уилсон — «You Are»                                                     | [ 4 ] |

### 1959—1967 годы
| Год[I] | Лауреат(ы)                                                       | Страна | Песня                          | Номинанты | Прим. |
| ------ | ---------------------------------------------------------------- | ------ | ------------------------------ | --- | ----- |
| 1968   | Арета Франклин — продюсер: Джерри Векслер                        | США    | «Respect»                      | - Джо Текс — «Skinny Legs and All» - Лу Ролз — «Dead End Street» - Отис Реддинг — «Try a Little Tenderness» - Sam & Dave — «Soul Man» | [ 5 ] |
| 1967   | Рэй Чарльз                                                       | США    | «Crying Time»                  | - Джеймс Браун — «It’s a Man’s Man’s Man’s World» - Лу Ролз — «Love Is a Hurtin' Thing» - Перси Следж — «When a Man Loves a Woman» - Стиви Уандер — «Uptight (Everything's Alright)»                                                                         | [ 5 ] |
| 1966   | Джеймс Браун                                                     | США    | «Papa’s Got a Brand New Bag»   | - Сэм Кук — «Shake» - The Temptations — «My Girl» - Уилсон Пикетт — «In the Midnight Hour» - Джуниор Уолкер и the All Stars — «Shotgun» | [ 5 ] |
| 1965   | Нэнси Уилсон                                                     | США    | «How Glad I Am»                | - Сэм Кук — «Good Times (Sam Cooke song)» - Impressions — «Keep On Pushing» - The Supremes — «Baby Love» - Дайон Уорвик — «Walk On By» - Джо Текс — «Hold What You've Got»                                                                                   | [ 5 ] |
| 1964   | Рэй Чарльз                                                       | США    | «Busted»                       | - Барбара Льюис — «Hello Stranger» - Ленни Уэлч — «Since I Fell for You» - Литл Джонни Тейлор — «Part Time Love» - Мейджор Ланс — «Hey Little Girl» - Martha and the Vandellas — «Heat Wave» - Сэм Кук — «Frankie and Johnny»                                | [ 5 ] |
| 1963   | Рэй Чарльз                                                       | США    | «I Can’t Stop Loving You»      | - B. Bumble and the Stingers — «Nut Rocker» - Бобби Дарин — «What’d I Say» - Литл Ива — «The Loco-Motion» - Мел Торме — «Comin' Home Baby» - Сэм Кук — «Bring It On Home to Me»                                                                              | [ 5 ] |
| 1962   | Рэй Чарльз                                                       | США    | «Hit the Road Jack»            | - Ernie K-Doe — «Mother-in-Law» - Этта Джеймс — «The Fool That I Am» - Джеймс Рид — «Bright Lights, Big City» - Лаверн Бейкер — «Saved» | [ 5 ] |
| 1961   | Рэй Чарльз                                                       | США    | «Let the Good Times Roll»      | - Этта Джеймс — «All I Could Do Was Cry» - Хэнк Баллард — «Finger Poppin' Time» - Мадди Уотерс — «Got My Mojo Working» - Джеки Уилсон — «Lonely Teardrops» - Лаверн Бейкер — «Shake a Hand» - Джон Ли Хукер — «Travelin'» - Бо Диддли — «Walkin' and Talkin» | [ 5 ] |
| 1960   | Дина Вашингтон                                                   | США    | «What a Diff'rence a Day Made» | - Элвис Пресли — «A Big Hunk o’ Love» - The Coasters — «Charlie Brown» - Джесси Белвин — «Guess Who» - Нэт Кинг Коул — «Midnight Flyer» | [ 5 ] |
| 1959   | The Champs (Джин Олден, Бадди Брюс, Дейв Бёрджесс, Дэнни Флорес) | США    | «Tequila»                      | - Гарри Белафонте — «Belafonte Sings the Blues» - Нэт Кинг Коул — «Looking Back» - Перес Прадо — «Patricia» - Эрл Грант — «The End» | [ 5 ] |

- ↑  Ссылка на церемонию «Грэмми», прошедшую в этом году.

## Рекорды
- Больше всего побед

| Количество побед | Пять       | Две                                 |
| ---------------- | ---------- | ----------------------------------- |
| Исполнитель      | Рэй Чарльз | Бейонсе, Бруно Марс, Anderson .Paak |

- Больше всего номинаций

| Количество номинаций | Пять       | Четыре                                 | Три                          | Две |
| -------------------- | ---------- | -------------------------------------- | ---------------------------- | --- |
| Исполнитель          | Рэй Чарльз | Бейонсе, Дэниэл Сизар, Сэм Кук, Ледиси | Ашер, Anderson .Paak, H.E.R. | Лаверн Бейкер, Тэймар Брэкстон Крис Браун, Джеймс Браун, Нэт Кинг Коул, Лала Хэтэуэй, Hiatus Kaiyote, Этта Джеймс, Jay-Z, Lucky Daye, Бруно Марс, Мигель, Лу Ролз, Джазмин Салливан, Джо Текс, SZA |